# Attaque du Banco Central de Barcelone
 (mai 2025).
La mise en forme du texte ne suit pas les recommandations de Wikipédia : il faut le « wikifier ».
Les points d'amélioration suivants sont les cas les plus fréquents. Le détail des points à revoir est peut-être précisé sur la page de discussion.
- Les titres sont pré-formatés par le logiciel. Ils ne sont ni en capitales, ni en gras.
- Le texte ne doit pas être écrit en capitales (les noms de famille non plus), ni en gras, ni en italique, ni en « petit »…
- Le gras n'est utilisé que pour surligner le titre de l'article dans l'introduction, une seule fois.
- L'italique est rarement utilisé : mots en langue étrangère, titres d'œuvres, noms de bateaux, etc.
- Les citations ne sont pas en italique mais en corps de texte normal. Elles sont entourées par des guillemets français : « et ».
- Les listes à puces sont à éviter, des paragraphes rédigés étant largement préférés. Les tableaux sont à réserver à la présentation de données structurées (résultats, etc.).
- Les appels de note de bas de page (petits chiffres en exposant, introduits par l'outil «  Source ») sont à placer entre la fin de phrase et le point final[comme ça].
- Les liens internes (vers d'autres articles de Wikipédia) sont à choisir avec parcimonie. Créez des liens vers des articles approfondissant le sujet. Les termes génériques sans rapport avec le sujet sont à éviter, ainsi que les répétitions de liens vers un même terme.
- Les liens externes sont à placer uniquement dans une section « Liens externes », à la fin de l'article. Ces liens sont à choisir avec parcimonie suivant les règles définies. Si un lien sert de source à l'article, son insertion dans le texte est à faire par les notes de bas de page.
- La présentation des références doit suivre les conventions bibliographiques. Il est recommandé d'utiliser les modèles {{Ouvrage}}, {{Chapitre}}, {{Article}}, {{Lien web}} et/ou {{Bibliographie}}. Le mode d'édition visuel peut mettre en forme automatiquement les références.
- Insérer une infobox (cadre d'informations à droite) n'est pas obligatoire pour parachever la mise en page.

Pour une aide détaillée, merci de consulter Aide:Wikification.
Si vous pensez que ces points ont été résolus, vous pouvez retirer ce bandeau et améliorer la mise en forme d'un autre article.
 (mai 2025).
L'attaque du Banco Central est une attaque contre le siège de la Banque centrale à Barcelone (Espagne) le 23 mai 1981. Les motifs de ce vol n'ont pas été entièrement élucidés et les hypothèses vont de la tentative de vol à l'obtention de documents compromettants relatifs aux événements du 23F. L'assaut s'est soldé par l'enlèvement de quelque 300 personnes, travailleurs et passants qui se trouvaient dans le bâtiment au moment de l'assaut, et la prise d'otages a duré 37 heures.

## Contexte historique
Après la tentative de coup d'État du 23 février 1981, trois mois plus tôt, l'Espagne essaye encore de se remettre du choc de la tentative de renversement d'une démocratie qui émerge après la mort de Francisco Franco. Le Premier ministre espagnol est Leopoldo Calvo-Sotelo, élu deux jours après la fameuse session au cours de laquelle a eu lieu la tentative de coup d'État du 23 février, avec Felipe González à la tête de l'opposition.

## Jour de l'assaut
L'assaut débute le samedi 23 mai, quelques minutes après neuf heures du matin, jour d'ouverture du bureau. Le siège, situé alors au numéro 23 de la place de la Catalogne de Barcelone, comprend un bâtiment entier de sept étages auquel on accède par la Rambla de Barcelone.
Au moins onze personnes entrent dans le bâtiment sous la conduite de José Juan Martínez Gómez, alias « el Rubio », et prennent en otage des employés, des clients et des passants. À 9 h 23, la police reçoit un appel anonyme indiquant que la banque est en train d'être cambriolée. Plus tard, vers deux heures et demie, les rédactions des principaux journaux de Barcelone sont informées de la présence d'un communiqué dans une cabine téléphonique de la Place de Catalogne, et les journalistes du Diario de Barcelona le récupèrent. Le communiqué, dactylographié en espagnol, exige que les autorités libèrent « quatre héros du 23 février et notre courageux lieutenant-colonel Tejero » et que deux avions soient mis à disposition, l'un à l'aéroport de Barajas et l'autre à El Prat, pour faciliter le départ des quatre militaires et du commando retenu dans la banque. Un délai de 72 heures est également donné et une menace d'exécution de 10 otages au début de chaque heure et de 5 toutes les heures est proférée.
Le gouvernement espagnol, mis en alerte après le communiqué, retient l'hypothèse d'une implication possible de membres de la Garde civile et met en place un cabinet de crise au siège de la Banco de Bilbao, à proximité de l'immeuble. Le directeur général de la Garde civile de l'époque, le général José Luis Aramburu Topete, y est envoyé. Le premier communiqué du gouvernement émet l'hypothèse que la prise d'otage est le fait de l'extrême droite. Tejero et San Martín font tous deux des déclarations par l'intermédiaire de leurs avocats pour s'opposer à toute tentative de libération.
Les autorités évacuent la Place de Catalogne et la partie supérieure des Ramblas ainsi que les immeubles voisins. Quelques heures plus tard, vers quatre heures du matin, deux des otages sont évacués en ambulance, l'un d'entre eux ayant été blessé par balle. Quelques minutes plus tard, le premier échange d'otages contre de la nourriture se déroule. Au cours des premières heures, le cabinet de crise envisage l'hypothèse que Gil Sánchez Valiente, supposément impliqué dans le récent coup d'État et disparu depuis, fait partie du commando.
À la mi-journée et dans l'après-midi, les voleurs tentent de s'enfuir par un tunnel creusé dans les caves du bâtiment, ce qui se révèle impossible, en raison de la résistance de la pierre aux outils dont ils disposent. Voyant que le plan d'évasion initial ne fonctionne pas, ils décident de faire un tas de billets de banque de la banque[style à revoir]. Pendant ce temps, les négociations se poursuivent. Après la tombée de la nuit, un otage est évacué vers six heures du matin. A dix heures du matin, un char militaire équipé d'un mégaphone est envoyé, d'où un message est transmis aux assaillants. À ce moment-là, il y a un échange de tirs entre le char et les assaillants. D'autres échanges d'otages se déroulent au cours de la matinée. À midi, le gouverneur civil de Barcelone et le directeur général de la police se réunissent. Au cours de la matinée, le chef des assaillants lui-même, « El Rubio », protégé par un otage, sort et se promène dans les environs de la banque. 
C'est dans la soirée du dimanche que les assaillants commencent à négocier leur reddition. Cependant, à 19 h 55, un tireur d'élite abat un des assaillants qui retenait un otage sur le toit-terrasse du bâtiment. La mort du preneur d'otage, qui était le beau-frère et le frère de deux des assaillants, provoque des scènes de nervosité, qui conduisent le GEO (groupe spécial d'opérations de la police) à pénétrer sur le toit et à avancer dans le bâtiment étage par étage. Plus de 200 otages sont encore retenus à ce moment-là. El Rubio décide alors de libérer les otages et de se mêler à eux pour sortir. Après avoir quitté les lieux par la porte des Ramblas, la police oblige tous ceux qui quittent le bâtiment à s'allonger sur le sol. En quelques minutes, neuf des assaillants ont été arrêtés.

## Conséquences
Le bilan de l'assaut est relativement satisfaisant, avec un seul mort, un blessé et la fuite d'un des assaillants. Après leur arrestation, il s'est avéré que les assaillants n'avaient aucun lien avec la politique ou la Garde civile.
Lors d'une conférence de presse, le général Aramburu, au nom du cabinet de crise, décrit les assaillants comme une « bande de voyous, racailles et anarchistes ». Pour sa part, le gouvernement, représenté par Calvo-Sotelo, répond de manière peu claire dans ses réponses aux groupes parlementaires. Les assaillants sont condamnés à des peines allant de 30 à 40 ans de prison.

## Motivations
La position officielle du Gouvernement après la résolution de l'assaut est qu'il ne s'agissait que de simples criminels. José Juan Martínez Gómez "el Rubio" déclare, dans un entretien réalisé en 2009, avoir été contacté par deux personnes : l'une appelée Luis, responsable des opérations secrètes du CESID, l'autre étant le sous-directeur de la sécurité lui-même, Emilio Alonso Manglano. Ils l'ont engagé pour réaliser le vol de certains documents qui se trouvaient à l'intérieur de la banque et dont on lui a dit qu'ils compromettaient gravement la sécurité et la stabilité du pays. Toujours selon ses affirmations, ces documents établissaient quelles capitaineries générales agiraient, qu'Alfonso Armada devait présider le gouvernement de concentration nationale après le coup d'État de 23F et que la monarchie était d'accord. Une fois l'assaut lancé, Rubio s'empare des documents, en analyse le contenu et les place dans une mallette en cuir pour les extraire. Lors de la première sortie d'otages ils auraient pu les emporter. Toutefois, le capitaine et chef en second de l'unité des GEO, Enrique Esteban, affirme « si les otages avaient emporté quelque chose avec eux, cela aurait été trouvé ».

## Dans la culture populaire
- Assaut au Banco Central, film de 1983
- Assaut au Banco Central, série de 2024 de Netflix